# Màrius Serra i Roig
Màrius Serra i Roig,  is een Catalaans schrijver, journalist, vertaler en ontwerper van kruiswoordraadsels. Hij werd op 1 mei 1963 in Barcelona geboren.  Hij is licenciaat in de Engelse filologie van de Universiteit van Barcelona.
Ofschoon zijn eerste kortverhalen al in 1987 verschenen (Línia Breva) kwam de echte doorbraak pas in 1994 met de roman Mon oncle. Raadsels en woordspellen zijn een van zijn passies, die aan bod komen in de kruiswoordraadsels die hij voor La Vanguardia ontwerpt en in het radioprogramma L'Enigmarius op Catalunya Radio.  Hij had een vaste colum in de dagbladen Avui en La Vanguardia.  Verder is hij een vast medewerker aan het magazine Divendres (vrijdag) van TV3, het gratis digitale weekblad Esguard  en het radioprogramma van RNE No es un día cualquiera (es) , met een rubriek over kruiswoordraadsels. Ook schreef hij de tekstlijn voor het dansstuk From B to B of van Brussels to Barcelona voor de Zwitserse choreograaf Thomas Hauert en de Catalaanse choreografe Angels Margarit.
In februari 2013 werd hij lid van het Institut d'Estudis Catalans (IEC).
Werk van hem werd vertaald in het Italiaans, Spaans en Roemeens.

## Werken
- Mon oncle (1994)
- La vida normal (verhalen,1999)
- Verbalia (essay, spel, 2002)[7] en de bijbehorende webpagina met taalspellen, samen met Rafel Hidalgo de la Torre en Beatrice Parisi.[8]
- Farsa guanya, (roman, 2006)
- Plans de futur, (roman, 2007)

Een volledige bibliografische fiche, met inbegrip van de vertalingen vind je hier.

## Secundaire literatuur
- Biel Barnils: L'orgia verbal. Converses amb Màrius Serra (Gesprekken met Màrius Serra), Barcelona: Uitgeverij Dau, 2010

## Prijzen
- 1986 Premi Ciutat d'Elx voor het verhaal "Lletra menuda", in de kortverhalenbundel Línia
- 1987 Premi El Brot voor Amnèsia
- 1994 Fundació Enciclopèdia Catalana de narrativa voor Mon oncle
- 1999 Premi Ciutat de Barcelona voor La vida normal
- 1999 Premi Octavi Pellissa per Verbàlia
- 2001 Serra d'Or-criticiprijs voor literatuur en essay voor  Verbàlia
- 2001 Lletra d'or voor Verbàlia
- 2006 Premi Ramon Llull de novel·la voor  Farsa
- 2011 Premi Memorial Lluís Companys van de stichting Fundació Josep Irla
- 2012 Premi Sant Jordi de novel·la voor Plans de futur

- Biblioteca Nacional de España: XX990995
- Bibliothèque nationale de France: cb15091531m (data)
- Catàleg d'autoritats de noms i títols de Catalunya: 981058514858606706
- Gemeinsame Normdatei: 137303823
- International Standard Name Identifier: 0000 0000 7828 725X
- Library of Congress Control Number: n88056986
- Nationale Bibliotheek van Tsjechië: pna2016912358
- Nederlandse Thesaurus van Auteursnamen: 30382008X
- Istituto Centrale per il Catalogo Unico: URBV232592
- Système universitaire de documentation: 060610123
- Virtual International Authority File: 34748332
- WorldCat: E39PBJmHFMxDKtMgHm8KPB3hHC